# Mitaka
Mitaka (三鷹市, Mitaka-shi) és una ciutat i municipi del Tòquio occidental, a la metròpolis de Tòquio, a la regió de Kanto, Japó. A Mitaka s'hi troba la seu de l'studio Pierrot i el museu Ghibli.

## Geografia
La ciutat de Mitaka es troba localitzada a la plana de Kantō i a la regió del Tòquio occidental, fora de la regió dels districtes especials, tot i situar-se als seus límits occidentals. L'aqüeducte del riu Tama, que passa junt a l'estació de Mitaka té una gran importancia a la història de la regió, sent construït l'any 1653 per tal d'abastir a la ciutat d'Edo d'aigua. El terme municipal de Mitaka limita amb els de Setagaya i Suginami a l'est, amb Musashino al nord, amb Chōfu al sud i amb Koganei a l'oest.

## Història
Fins a la fi del període Tokugawa, la zona on actualment es troba el municipi de Mikata va formar part de l'antiga província de Musashi. Després de la restauració Meiji i amb la reforma del cadastre, el 22 de juliol de 1878 la zona va començar a formar part del districte de Kitatama, aleshores part de la prefectura de Kanagawa. L'1 d'abril de 1889, amb l'establiment de la llei de municipis, es creà el poble de Mitaka. L'1 d'abril de 1893 el districte de Kitatama amb tots els seus municipis va passar a formar part de l'antiga prefectura de Tòquio. L'any 1940 Mitaka va assolir la categoria de vila. L'actual ciutat de Mitaka es va fundar el 3 de novembre de 1950. Per un sol vot d'un regidor Mitaka no es va integrar dins del municipi de Musashino l'any 1955.

## Demografia
| 1920    | 1930    | 1940    | 1950    | 1960   | 1970    | 1980    |
| ------- | ------- | ------- | ------- | ------ | ------- | ------- |
| 5.725   | 8.218   | 24.247  | 54.820  | 98.038 | 155.693 | 164.526 |
| 1990    | 2000    | 2010    | 2020    | 2030   | 2040    | 2050    |
| 165.564 | 171.612 | 186.028 | 194.119 | -      | -       | -       |

## Transport

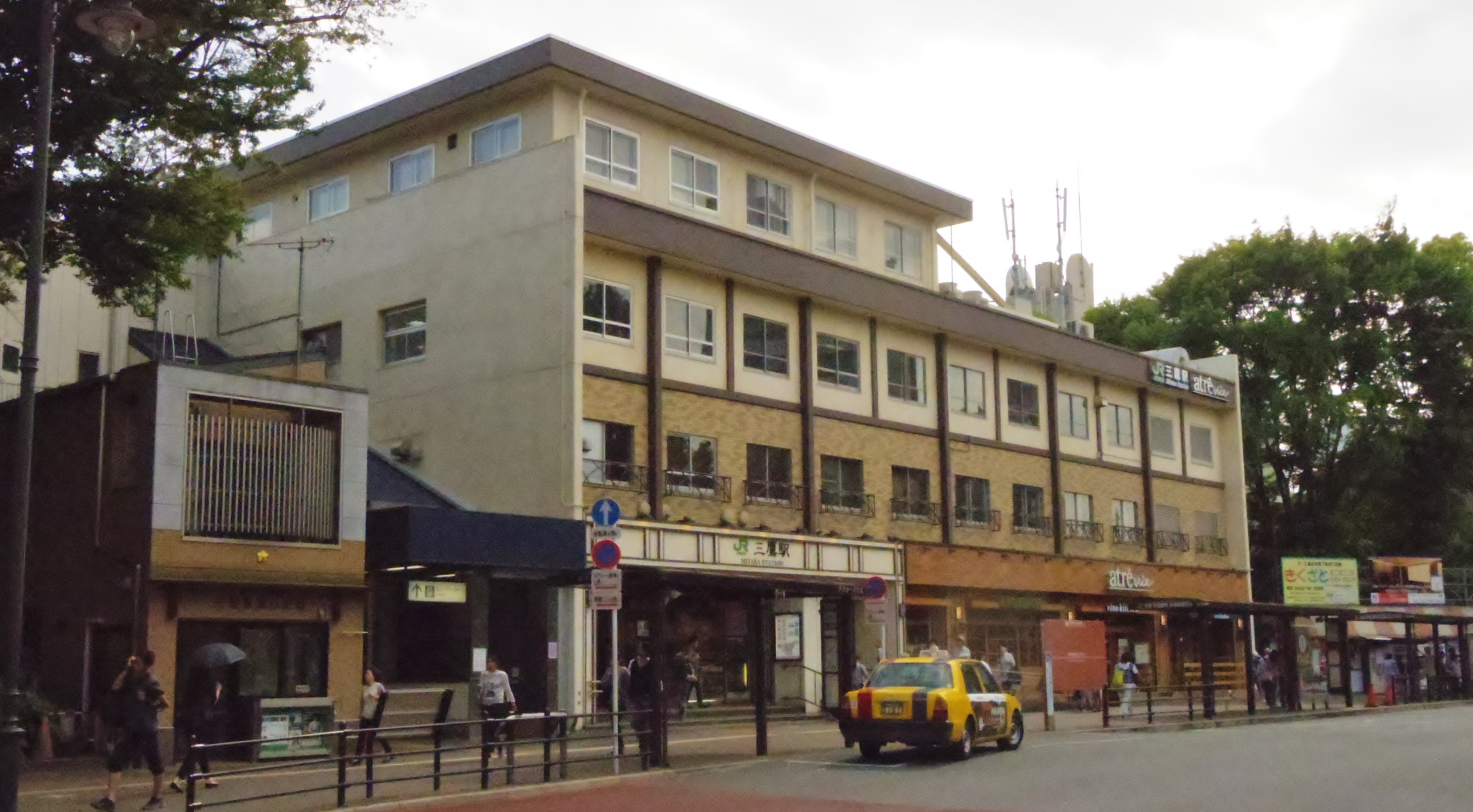
Estació de Mitaka

### Ferrocarril
- Companyia de Ferrocarrils del Japó Oriental (JR East)
  - Mitaka
- Ferrocarril Keiō
  - Inokashira-kōen - Mitakadai

### Carretera
- Autopista Central - Autopista circumvalatòria de Tòquio